# 농촌유학전국협의회
농촌유학전국협의회는 '농촌유학‘을 진행하고 있는 지역현장의 권익과 협력지원을 통하여 자연의 소중함을 아이들에게 나눠주며, 진정한 교육의 길 찾기를 모색하는 전국의 농촌유학 센터 및 농가와의 연대강화를 목적으로 2011년 5월 19일 설립·허가된 대한민국 농림축산식품부 소관의 사단법인이다. 사무실은 전라북도 정읍시 칠보면 반곡리 728에 있다.